# Partynia
Partynia [par'tyńa] ist eine Ortschaft in der Woiwodschaft Karpatenvorland im südöstlichen Polen. Das Dorf liegt in der Gmina Radomyśl Wielki im Powiat Mielecki. Es liegt ungefähr 3 km nördlich von Radomyśl Wielki, 13 km südwestlich von Mielec und 56 km westlich von Rzeszów.
Partynia gehört zur römisch-katholischen Pfarrei Mikołaja w Zgórsku im Dekanat Radomyśl Wielk. Die im Jahr 1976 erbaute Kapelle trägt den Namen Maria Teresa Ledóchowska.
Von 1975 bis 1998 gehörte Partynia zur Woiwodschaft Tarnów. 2006 hatte das Dorf 1200 Einwohner.